# ماینیچی برودکاستینگ سیستم
ماینیچی برودکاستینگ سیستم (به ژاپنی: 株式会社毎日放送 Kabushiki-gaisha Mainichi Hōsō، به انگلیسی: Mainichi Broadcasting System, Inc.‎، به‌صورت مخفف MBS) یک ایستگاه رادیو-تلویزیونی در اوساکای ژاپن است. MBS یکی از اعضای شبکهٔ JNN (Japan News Network)‎ است.
ماینیچی برودکاستینگ سیستم (MBS) یک شرکت مادر برای MBS Radio و MBS TV است. همچنین MBS یکی از بزرگترین سهامداران شرکت‌های زیر است: توکیو برودکاستینگ سیستم، RKB Mainichi Broadcasting, BS-TBS, i-Television، تلویزیون خانگی هیروشیما، WOWOW.

## دفترها و استودیوها
- دفتر و استودیوی مرکزی
- MBS سنریوکا شعبه سوئیتا، اوساکا
- شعبه ناگویا
- شعبه توکیو
- شعبه کیوتو
- شعبه کوبه
- شعبه توکوشیما
- شعبه برلین
- شعبه شانگهای